# Phaonia opalina
Phaonia opalina este o specie de muște din genul Phaonia, familia Muscidae, descrisă de Johann Andreas Schnabl și Dziedzicki în anul 1911. Conform Catalogue of Life specia Phaonia opalina nu are subspecii cunoscute.